# Wolfgang Schoberth
Wolfgang Schoberth (* 1958 in Erlangen) ist ein deutscher Theologe und Lehrstuhlinhaber für Systematische Theologie an der Universität Erlangen-Nürnberg.

## Leben
Er studierte Soziologie, Theaterwissenschaften und Philosophie (M.A.) sowie Evangelische Theologie in Erlangen und Göttingen. Nach der Promotion mit der Dissertation Das Jenseits der Kunst 1986 zum Dr. phil. bei Joachim Matthes (Soziologie) in Erlangen absolvierte er von 1987 bis 1990 das Lehrvikariat in Hemhofen. Von 1990 bis 1994 war er wissenschaftlicher Assistent bei Hans G. Ulrich in Erlangen. Nach der Habilitation 1993 in Erlangen lehrte er von 1994 bis 2007 auf dem Lehrstuhl für Evangelische Theologie I (Systematische Theologie und theologische Gegenwartsfragen) an der Universität Bayreuth. Seit 2007 hat er den Lehrstuhl für Systematische Theologie I (Dogmatik) der Friedrich-Alexander-Universität Erlangen-Nürnberg inne.
Seine Arbeitsschwerpunkte sind Anthropologie, theologische Ästhetik, philosophische Theologie und Erforschung der religiösen Gegenwartskultur.

## Schriften (Auswahl)
- Das Jenseits der Kunst. Beiträge zu einer wissenssoziologischen Rekonstruktion der ästhetischen Theorie Theodor W. Adornos. Frankfurt am Main 1988, ISBN 3-8204-1292-1.
- Geschöpflichkeit in der Dialektik der Aufklärung. Zur Logik der Schöpfungstheologie bei Friedrich Christoph Oetinger und Johann Georg Hamann. Neukirchen-Vluyn 1994, ISBN 3-7887-1490-5.
- Die Erfahrung der Welt als Schöpfung. Studien zur Schöpfungstheologie und Anthropologie. Leipzig 2017, ISBN 3-374-04729-7.
- Einführung in die theologische Anthropologie. Darmstadt 2019, ISBN 3-534-26642-0.